# 드롭킥

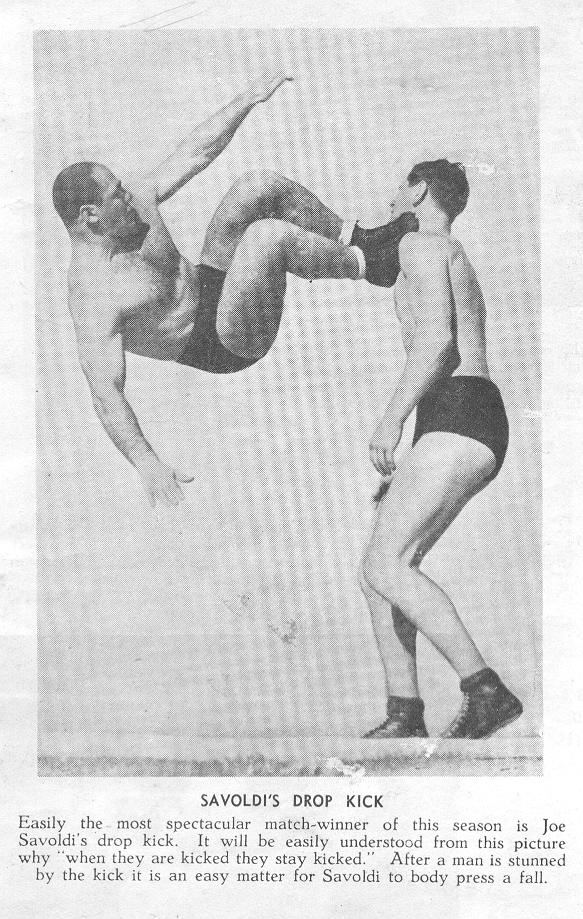

드롭킥(dropkick)은 프로레슬링의 공격 기술이다. 레슬링 선수가 점프하여 두 발만을 가지고 적에게 발차기를 하는 공격으로 정의된다. 민첩함을 이용할 수 있는 가볍고 민첩한 레슬링 선수들이 흔히 사용한다.
현재 형태의 드롭킥은 "Jumping Joe" Savoldi에 의해 기원한 것으로 추정된다.

## 같이 보기
- 프로레슬링의 협동 기술